# Канюкай
Канюкай (лит. Kaniūkai) — село Шальчинінкського району Литви. Станом на 2001 рік населення 167 осіб. До 1939 року входило до складу району Ліда Новогрудського воєводства Польської Республіки 1918—1939 років.

## Масове вбивство в Канюкай
29 січня 1944 року в Канюкаї радянським партизанським загоном разом з контингентом єврейських партизанів було здійснено масове вбивство цивільного населення.